# Eugenia percincta
Eugenia percincta är en myrtenväxtart som beskrevs av Mcvaugh. Eugenia percincta ingår i släktet Eugenia och familjen myrtenväxter. Inga underarter finns listade i Catalogue of Life.